# 阿根廷社会主义
阿根廷社会主义在其历史上呈现出多种不同形式。该国的许多领导人都以社会主义意识形态为其政治框架，这不仅体现在阿根廷国内，也广泛存在于整个拉丁美洲。因此，阿根廷在国际舞台上也因其社会主义历史与领导地位而受到认可。阿根廷在庇隆主义时期对社会主义意识形态的认同，进一步强化了这种全球认知。尽管阿根廷社会主义的历史可以追溯到某些具体时间点，但更重要的是要将其视为国际现象影响的一部分，例如第一次世界大战、第二次世界大战和福克兰战争。如今，阿根廷的社会主义仍可在当代政府中看到，尤其体现在内斯托尔·基什内尔及其妻子克里斯蒂娜·费尔南德斯·德基什内尔的执政时期。